# Hanerau-Hademarschen
Hanerau-Hademarschen là một đô thị thuộc quận Rendsburg-Eckernförde, bang Schleswig-Holstein.